# Orsa (Svezia)
Orsa (pronuncia : /ˈʊ̂ʂːa/) è una cittadina della Svezia centrale, capoluogo del comune omonimo, nella contea di Dalarna; nel 2005 aveva una popolazione di 5 278 abitanti.